# Adi Keyh
Adi Keyh (Tigrinya: ዓዲ ቀይሕ), is een stad in Eritrea in de regio (zoba) Debub. Adi Keyh heeft officieel 13.061 inwoners (2017). Het is de hoofdstad van de gelijknamige deelregio (nous zoba) Adi Keyh, die 54 dorpen omvat en ruim 60.000 inwoners telt.

## Ligging

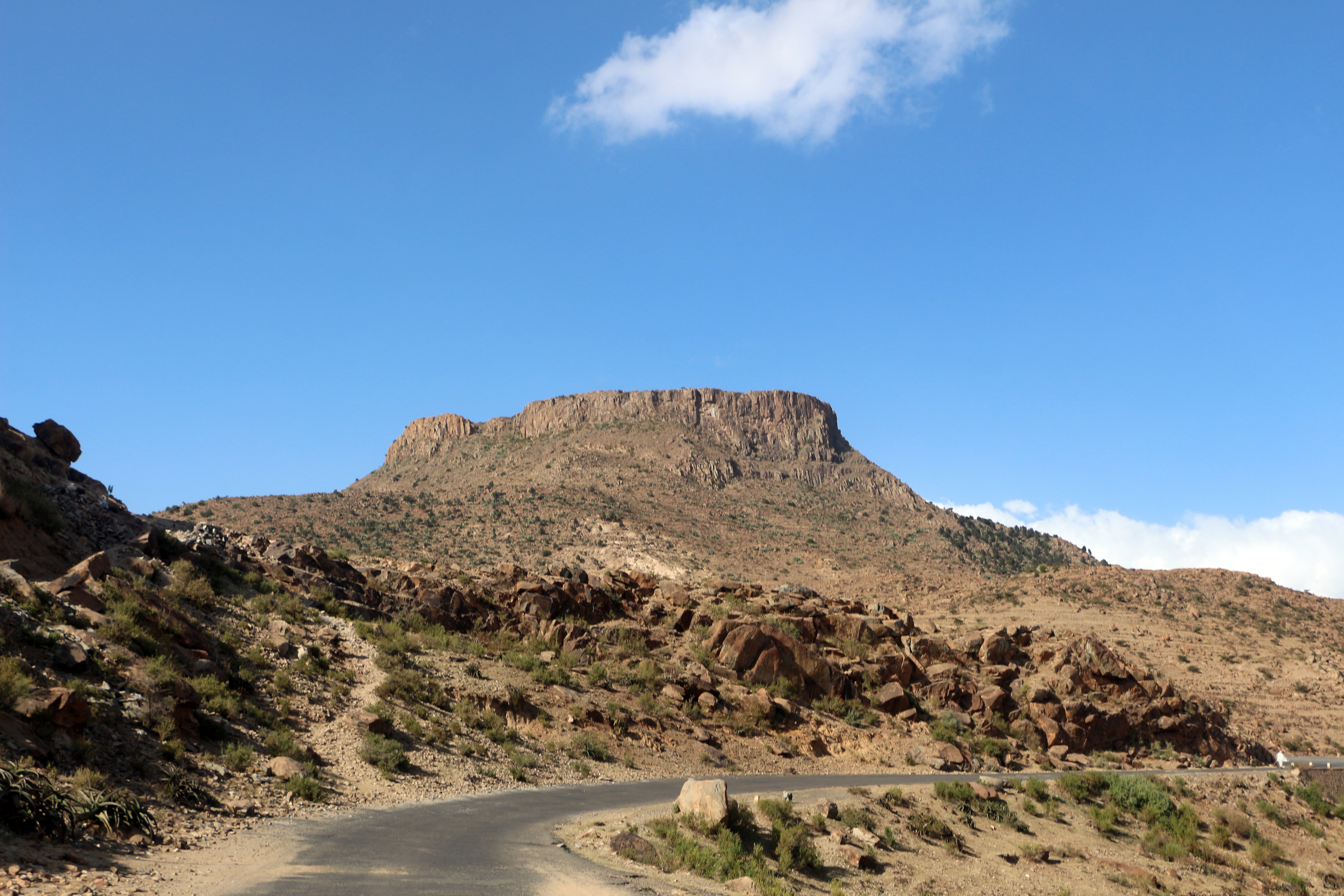
Rotsmassief langs de weg van Adi Keyh naar Senafe

Adi Keyh ligt op 108 km rijden ten zuidoosten van de hoofdstad Asmara, op 108 km rijden ten oosten van de regiohoofdstad Mendefera  en op 71 km rijden van het belangrijke wegenknooppunt Dekemhare. Naar het zuiden toe ligt Senafe op 25 km aan de weg naar de grens met Ethiopië, de grens zelf is op 47 km bij de locatie Guna-guna. 
Adi Keyh is de hoogstgelegen stad van Eritrea, op 2391 m hoogte in het Eritrese gedeelte van het Ethiopisch Hoogland dicht bij de hoogste berg van Eritrea (de berg Soira) boven in het dal van de Ruba Ḥaddas, de rivier die uitmondt in de Rode Zee.

## Naam
Adi Keyh betekent Rode Dorp. De naam, in Tigrinya  schrift ዓዲ ቀይሕ, kent een verscheidenheid van spelwijzen in latijns schrift : Addi Qeyh, Addi Keyh, Adi Caie, Addi Caieh, Adi Ciah, Adi Keih, Adi Keyih, Adi Kaie.

## Demografie
De bevolking van Adi Keyh bestaat in essentie uit twee vergelijkbaar grote etnische groepen, Tigrinya en Saho, ieder met een eigen taal. De Tigrinya zijn overwegend Eritrees-orthodox christen, de Saho overwegend moslim. 
Adi Keyh heeft al jaren officieel 13.061 ingezetenen, maar schattingen uit 2010 gaven ruim 19.000 inwoners aan (in Eritrea is 35% van de bevolking nomadisch), waarmee Adi Keyh toen naar inwonertal (ongeveer) de 13e stad van Eritrea was. Schattingen uit 2017 geven zelfs 30.000 inwoners aan.

## Geschiedenis

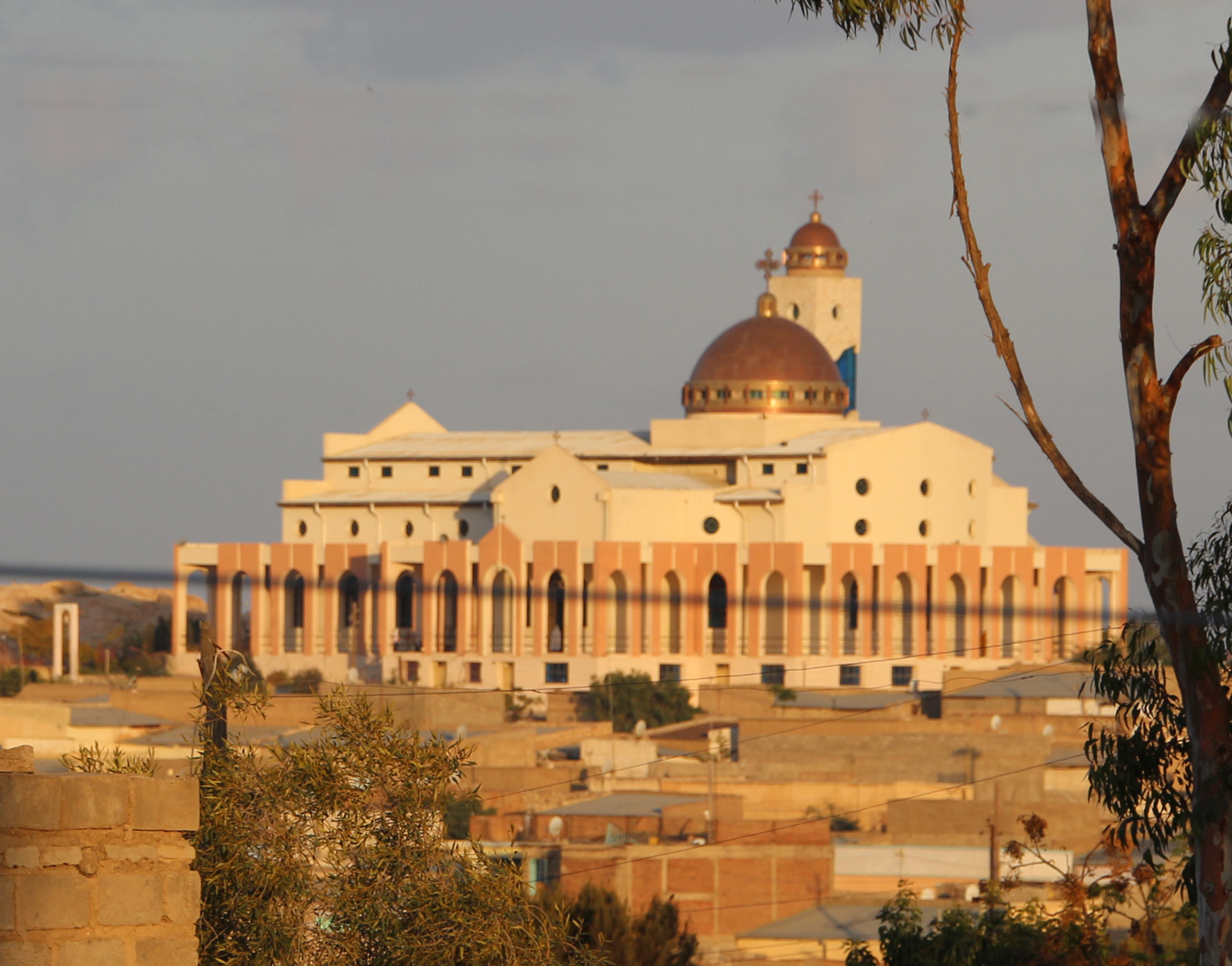
De nieuwe Eritrees-Orthodoxe St.Joriskerk (2011).

Vlak bij Adi Keyth zijn de resten gevonden van belangrijke prehistorische nederzettingen Qohaito en Metera. Qohaito of Metara zou de stad Koloe zijn, zoals die voorkomt in de Periplus van de Erythreïsche Zee.
Adi Keyh is vanouds een belangrijke agrarische marktplaats voor het gebied Akele Gezai, waarvan het de hoofdstad was. In de koloniale tijd was Adi Keyh een administratief centrum en de locatie van een Italiaanse fort uit 1890, een katholieke missie, een middelbare school en agrarische instellingen. De Italianen pasten in 1918 een planmatige stadsontwikkeling toe, herkenbaar in de schaakbordplattegrond van de stad.
In de veroveringsoorlog van Italië tegen Ethopië (1935-1936) was in Adi Keyh een doorgangskamp voor Ethiopische krijgsgevangenen gevestigd.
Het was in Adi Keyh, dat in 1947 de Eritrese Liberale Politieke Partij (en:Liberal Progressive Party LPP) werd opgericht door Abreha Tesemma.
Tijdens de onafhankelijkheidsoorlog van Eritrea tegen Ethiopië, in de jaren 1970 en 1980, was Adi Keyh een garnizoenstad van het Ethiopische leger. In 1977 en 1990 waren er zware gevechten tussen de Eritrese vrijheidsstrijders en het Ethiopische leger.
Tot 1992 was Adi Keyh de provinciehoofdstad van Akele Gezai, na de afscheiding van Ethiopië werd de stad bij de regio-indeling van Eritrea de hoofdstad van de subregio Adi Keyh.
Tijdens de Eritrees-Ethiopische grensoorlog van 1999-2000 heeft Ethiopië luchtbombardementen uitgevoerd op Adi Keyh. De daarbij verwoeste Orthodoxe St.Joriskerk is in 2011 door nieuwbouw vervangen.
In 2010 werd in Adi Keyk een academische opleiding geopend: College of Art and Social Science. Dit college bevat ook een juridische opleiding voor politieagenten.
In 2015 voert de Eritrese regering een politiek van huizen afbreken, naar het schijnt met de bedoeling de grond te kunnen onteigenen ten behoeve van vrijheidsstrijders. In maart 2015 werden in Adi Keyh ongeveer 120 huizen gewapenderhand platgewalst. Dit leidde tot verzet van bewoners en studenten, er vielen enige doden en studenten werden gevangengezet.

## Voorzieningen

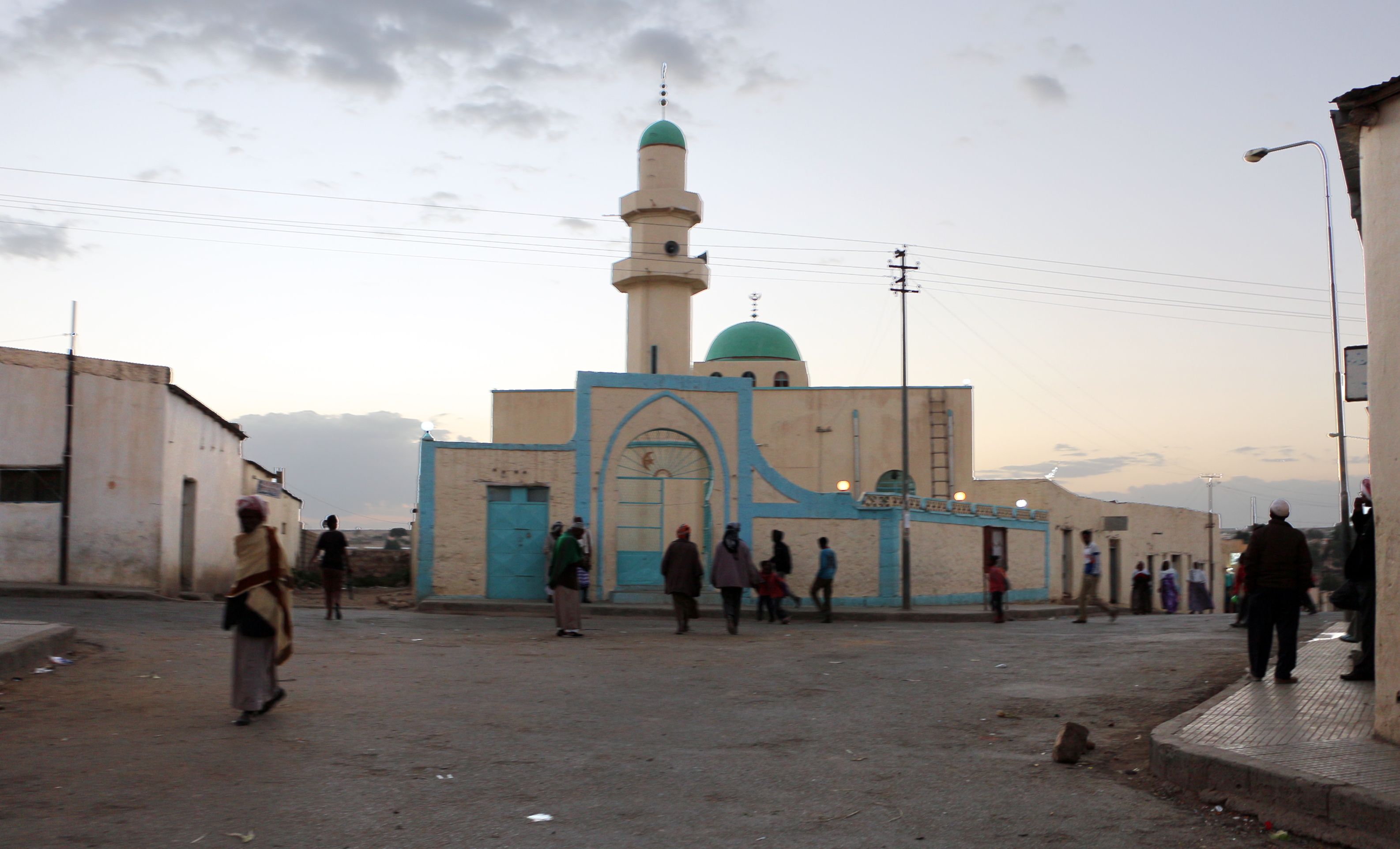
Moskee in Adi Keyh

- Administratiekantoor met politiebureau.
- Markt en overdekte markthal.
- Ziekenhuis.
- Openbare bibliotheek.
- Adi-Keih High School, sinds de jaren 1940.
- Adi-Keih College of Art and Social Science (CASS), sinds 2010.
- Regionaal Cultureel Museum.
- Twee Eritrees-Orthodoxe kerken: Sint Joriskerk, Sint Michaëlskerk en Sint Teklekerk, genoemd naar de Ethiopische heilige Tekle Haymanot.
- Twee moskeeën.
- Katholieke Maria-kerk Onze Lieve Vrouw van Altijddurende Bijstand.